# Dima Nashawi
Dima Nashawi, en árabe: ديما نشاوي‎, (Damasco, 1980) es una ilustradora, payasa y activista siria. Es fundadora del proyecto Memory Initiative of Syrian Culture project (MISC). En 2018 fue incluida en la lista de las 100 mujeres más inspiradoras e influyentes de la BBC.

## Trayectoria
Nashawi estudió Sociología en la Universidad de Damasco y una Maestría en Gestión Artística y Cultural en el King's College de Londres. En 2001 comenzó a realizar ilustraciones e historietas. En 2010 realizó su primera exposición que mostraba un alegato por el derecho a la protección de los refugiados que viven en Siria (iraquíes, somalíes..) con el apoyo de ACNUR, y en 2011, una segunda exposición para mostrar las ilustraciones de los textos escritos por niños con cáncer, en los que explicaban los retos a los que se enfrentan durante el tratamiento, bajo el auspicio de la ONG siria, Basma.
Su arte se centra en preservar la memoria colectiva siria, expresar sus experiencias personales, defender a los presos de conciencia y visibilizar a los desaparecidos forzados. Nashawi quiere transmitir la memoria del conflicto de Siria y moldear la identidad futura del país. Las mujeres son las principales protagonistas de sus dibujos, mostrándolas en una posición de poder que protegen el sol, dan a luz a la ciudad, protegen la ciudad de los misiles, destacando el papel de la mujer en el cambio del país. Con su obra, desde 2011 participa en el movimiento pacífico que se creó para cambiar la situación social y política de Siria vinculada a la falta de democracia.
En 2013 se trasladó a Beirut, en condición de refugiada. En febrero de 2014, se unió a Clown Me In (CMI), una compañía de payasos del Líbano, fundada por la libanesa Sabine Choucair y la mexicana Gabriela Muñoz, con quién actuó en espectáculos de calle, bajo el nombre de Nseet (en español: Lo olvidé), un personaje con memoria a corto plazo, cuya actuación sarcástica produce risas en los espectadores. Realizó, además, una gira por diferentes ciudades del Líbano, con su espectáculo de sombras y cuentacuentos, The Story of Nujoud.
En 2015, participó en una exposición de la Arab Women Artists Now (AWAN) en Londres, para concienciar sobre la defensa de los derechos humanos. En septiembre de ese mismo año, viajó a Gran Bretaña para iniciar estudios de Maestría en Gestión Artística y Cultural en el King's College de Londres, donde creó el proyecto Memory Initiative of Syrian Culture project (MISC), que cuenta con el apoyo de la AFAC, y que tiene como objetivo, a través de un programa de investigación, documentar la memoria colectiva siria y convertirla en una novela gráfica para niños. También busca compartir estas historietas con la colaboración de niños sirios que viven en Siria o en países de refugiados para concienciar sobre la defensa de los derechos humanos.
Durante su estancia en Londres, empezó a trabajar con la ONU para los refugiados apoyando a las personas afectadas por la guerra facilitándoles el acceso a ayudas y servicios sociales. En febrero de 2017 regresó a Beirut para seguir su trabajo artístico y en Clown Me In a través del proyecto We Must Clown.
En 2018, participó en el programa Research: To Strengthen the Culture of Knowledge con su investigación: The Impact of War on Aghabany Industry;  realizó un exposición individual en la Embajada Británica en Beirut tras recibir la Beca Chevening; creó el proyecto Love is... que publicó en redes sociales para mostrar por medio de sus ilustraciones a parejas reales y anónimas bajo el efecto del conflicto en sus relaciones; y fue seleccionada para el Bangalore Short Films Festival-18 por su corto animado The Secret of Raindrops, una historia para mostrar el problema de la detención arbitraria de activistas y simboliza el compromiso y la lucha de la sociedad siria por la liberación de los presos de conciencia.
Creó la historieta Liberated T, que más tarde se convirtió en una campaña de promoción siria que pretende cambiar los estereotipos de género negativos y los retos del sistema patriarcal que la sociedad impone principalmente a las mujeres, a través de historias, batallas y experiencias de las mujeres sirias. Por otro lado, a través de su obra Who Owns the Labels, publicado en Media Diversified, lucha contra las formas de discriminación, la incitación al odio, el racismo y la guerra. Ha ilustrado el libro de Zeina Kanawati, Safia’s Sea. Participó en la serie de animaciones producidas por Sharq.Org e inspiradas en la colección de historia oral Stories of Belonging, para ilustrar la temática de alimentos y comidas.También forma parte del Instituto Asfari para la Sociedad Civil y la Ciudadanía.
Su obra se ha expuesto en diferentes ciudades como Beirut, Bruselas, París o Londres. En 2022, participó en la muestra colectiva Kalila Wa Dimna: Ancient Tales for Troubled Times, que junto a otros artistas abordaron el impacto destructivo de las acciones humanas en la sociedad y el ecosistema natural. Mismo año en el que una ilustración suya fue la portada del IIIM Gender Strategy and Implementation Plan de la ONU.
En 2024, pasados 13 años del inicio de la guerra civil siria, dedicó el vídeo animado To Women of Syria, a las mujeres de su país de origen, impulsado por The Syria Campaign.

## Reconocimientos
Nashawi fue incluida en la lista de la BBC de 100 mujeres inspiradoras e influyentes de todo el mundo del 2018.